# Laurent François
Laurent François (ur. 14 marca 1973) – francuski judoka. Złoty medalista mistrzostw świata w drużynie w 1994 i brązowy w 1998. Startował w Pucharze Świata w latach 1993 i 1995-1999. Zdobył złoty medal mistrzostw Europy w drużynie w 1996; brązowy w 1994 i 1995. Wygrał igrzyska śródziemnomorskie w 1993. Triumfator igrzysk wojskowych w 1995. Wicemistrz Francji w 1992 roku.